# Ectogénesis
La ectogénesis (del griego ἐκτός , "afuera", y génesis ) es el crecimiento de un organismo en un entorno artificial,fuera del cuerpo en el que normalmente se encontraría, como el crecimiento de un embrión o feto fuera del cuerpo de la madre, o el crecimiento de bacterias fuera del cuerpo de un huésped. El término fue acuñado por el científico británico J. B. S. Haldane en 1924.
Es un campo experimental, aún sin aplicación práctica ni expectativa razonable a corto plazo.

## Embriones y fetos humanos
La ectogénesis de embriones y fetos humanos requeriría un útero artificial. Un útero artificial tendría que ser abastecido con nutrientes y oxígeno de alguna fuente para nutrir al feto, así como para eliminar el material de desecho. Probablemente se necesitaría una interfaz entre dicho proveedor, cumpliendo esta función de la placenta. Como órgano de reemplazo, un útero artificial podría usarse para ayudar a las mujeres con úteros dañados, enfermos o extirpados para permitir que el feto sea concebido a término. También tiene el potencial de mover el umbral de viabilidad fetal a una etapa mucho más temprana del embarazo. Esto tendría implicaciones para la controversia en curso sobre los derechos reproductivos humanos. La ectogénesis también podría ser un medio por el cual los hombres y mujeres homosexuales , impotentes , discapacitados y solteros podrían tener descendencia genética sin el uso de gestación subrogada o un donante de esperma , y permitir que las mujeres tengan hijos sin pasar por el ciclo del embarazo.

## Embriones sintéticos

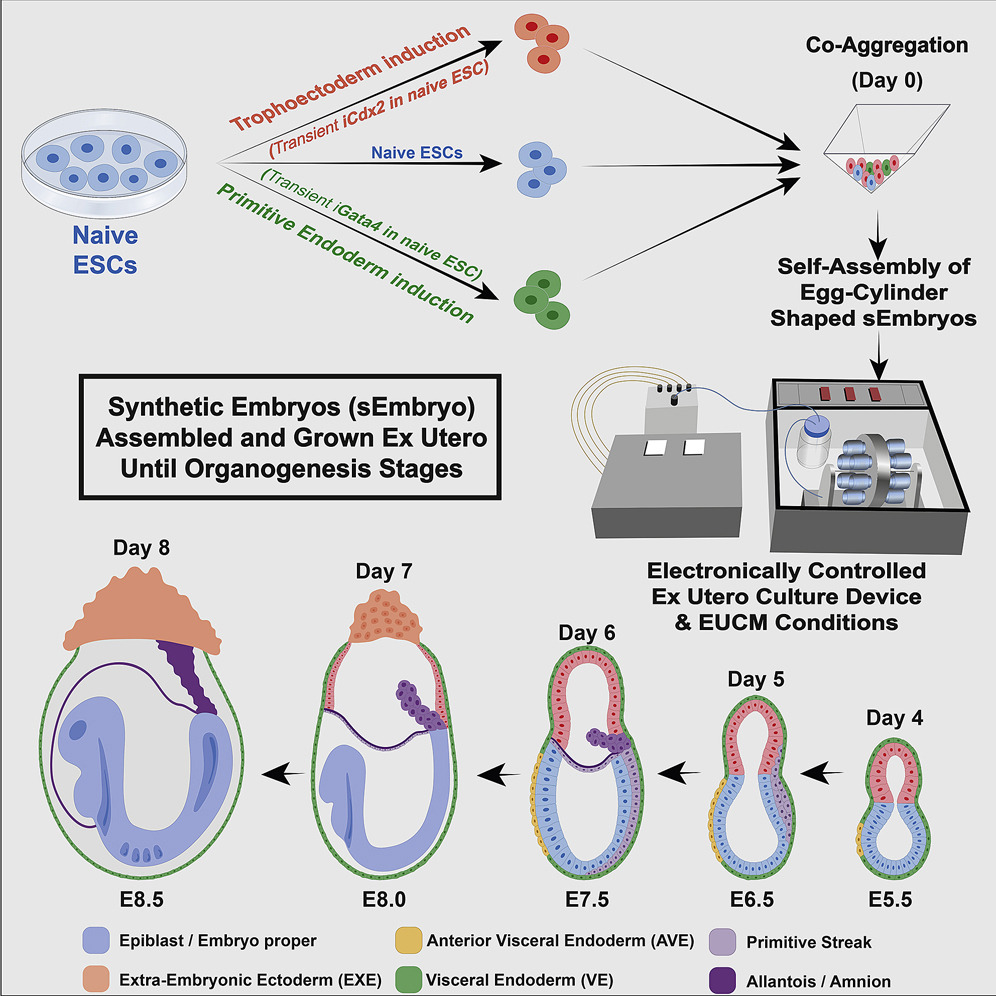
Embriones sintéticos en la fase de postgastrulación generados ex útero a partir de células madre embrionarias de ratón.

En 2022, Jacob Hanna y su equipo del Instituto de Ciencias Weizmann crearon estructuras similares a embriones a partir de células madre de ratones . Su investigación fue publicada por Cell el 1 de agosto de 2022. El primer embrión sintético del mundo no requiere espermatozoides, óvulos ni fertilización, y se cultivó únicamente a partir de células madre embrionarias (CME) o también a partir de células madre distintas a las CME. La estructura tenía un tracto intestinal, un cerebro en sus primeras etapas, un corazón latiente y una placenta con un saco vitelino alrededor del embrión. Los investigadores afirmaron que podría conducir a una mejor comprensión del desarrollo de órganos y tejidos, y a nuevas fuentes de células y tejidos para trasplantes humanos, aunque los embriones sintéticos humanos aún están muy lejos.
También en agosto de 2022, un estudio describió cómo la Universidad de Cambridge , junto con los mismos científicos del Instituto Weizmann de Ciencias, creó un embrión de ratón sintético con cerebro y corazón latente mediante el uso de células madre (también otras células madre distintas de las células madre embrionarias). No se utilizaron óvulos ni espermatozoides humanos. Estos mostraron un desarrollo similar al natural y algunos sobrevivieron hasta el día 8,5, donde se produce la organogénesis temprana , que incluye la formación de las bases del cerebro . Los científicos esperan que pueda utilizarse para crear órganos humanos sintéticos para trasplantes.
Los embriones crecieron in vitro y posteriormente ex útero en un útero artificial, publicado el año anterior por el equipo de Hanna en Nature,  y se utilizaron en ambos estudios. Las posibles aplicaciones incluyen «descubrir el papel de diferentes genes en defectos congénitos o trastornos del desarrollo», obtener «conocimiento directo del origen de una nueva vida», «comprender por qué algunos embarazos fracasan» y desarrollar fuentes de órganos y tejidos para quienes los necesitan. El término «embrión sintético» en el título del segundo estudio se cambió posteriormente por el término alternativo «modelo de embrión».
El 6 de septiembre de 2023, Nature publicó una investigación en la que el equipo del Instituto Weizmann creó los primeros modelos completos de embriones humanos de 14 días postimplantación, utilizando células madre embrionarias vírgenes expandidas en condiciones especiales, desarrolladas por el mismo equipo en 2021. También utiliza células madre vírgenes reprogramadas, sin modificar genéticamente, para convertirse en cualquier tipo de tejido corporal. Posteriormente, se utilizaron sustancias químicas para inducir a estas células madre a convertirse en cuatro tipos de células presentes en las primeras etapas del embrión humano. La mezcla comenzó a ensamblarse formando una estructura que se asemeja, pero no es idéntica, a un embrión humano. El modelo de embrión (denominado y abreviado como SEM) imita todas las estructuras clave como una "imagen de libro de texto" de un embrión humano de 14 días.

## Consideraciones bioéticas
El desarrollo de úteros artificiales y la ectogénesis plantea algunas consideraciones bioéticas y jurídicas, y también tiene implicaciones importantes para los derechos reproductivos y el debate sobre el aborto.
Los úteros artificiales pueden ampliar el rango de viabilidad fetal , lo que plantea interrogantes sobre el papel que la viabilidad fetal desempeña dentro de la ley del aborto. Por ejemplo, dentro de la teoría de la separación, los derechos de aborto solo incluyen el derecho a extirpar el feto y no siempre se extienden a la interrupción del feto. En el debate sobre el aborto, la muerte del feto se ha considerado históricamente un efecto secundario inevitable en lugar del objetivo principal de un aborto. [ 5 ] Si la transferencia del feto del útero de una mujer a un útero artificial se vuelve posible, entonces la elección de interrumpir un embarazo de esta manera podría dar como resultado un niño vivo.  Por lo tanto, el embarazo podría abortarse en cualquier momento, lo que respeta el derecho de la mujer a la autonomía corporal , sin afectar el estado moral del embrión o el feto.
Existe la preocupación teórica de que los niños que se desarrollan en un útero artificial puedan carecer de "algún vínculo esencial con sus madres que otros niños tienen", una cuestión secundaria a los derechos de las mujeres sobre su propio cuerpo. En el libro de 1970 "La dialéctica del sexo" , la feminista Shulamith Firestone escribió que las diferencias en los roles reproductivos biológicos son una fuente de desigualdad de género. Firestone destacó el embarazo y el parto, argumentando que un útero artificial "liberaría a las mujeres de la tiranía de su biología reproductiva".

## Otras investigaciones
Recientemente, se ha informado sobre la preservación exitosa de un feto de cordero vivo durante 4 semanas mediante perfusión extracorpórea en un recipiente estéril simple que replica las condiciones fisiológicas encontradas en el útero. El recipiente, se denomina "biobag", y está fabricado con una película de polietileno transparente y elástica que facilita el seguimiento y la observación regular del feto. En este estudio, los corderos nacieron por cesárea cuando alcanzaron un nivel de madurez pulmonar comparable al de un bebé humano extremadamente prematuro (es decir, 22 a 23 semanas de gestación). El sistema in vitro proporcionó nutrición intravenosa artificial e incluyó un circuito de oxigenación sin bomba conectado al feto que proporcionó parámetros hemodinámicos, de gases en sangre y de oxigenación estables. Utilizando esta plataforma artificial, ocho de 13 corderos se mantuvieron en un estado viable durante 20 a 28 días.